# ناحیه تسیومبه
ناحیه تسیومبه (انگلیسی: Tsiombe District) یک منطقهٔ مسکونی در ماداگاسکار است که در آندروی واقع شده‌است.